# Karl Eurén
Karl Ulrik Eurén, född 11 november 1968 i Hedvig Eleonora församling, Stockholm,  är en låtskrivare och musikproducent. 

## Biografi
Några av Karl Euréns största framgångar är Värsta schlagern (Markoolio), Här kommer sommaren (Balsam Boys) och När vi två blir en (Miio). Han har skrivit många bidrag till Melodifestivalen genom åren och även skrivit musik till  Fame Factory. 
Karl Eurén har även haft en stor hit i Österrike med en tysk version av låten Här kommer sommaren, som var ledmotivet i TV-programmet Big Brother där. Till Melodifestivalen 2010 skrev han texten, tillsammans med sin bror Gustav, till gruppen Timoteijs bidrag Kom, som hamnade på en femteplats i finalen i Globen.
Karl Eurén driver musikproduktionsbolaget Cluric Music i Stockholm. Han är bror till artisten och låtskrivaren Gustav Eurén. De driver även produktionsbolaget Renegade Production.

## Diskografi
- Markoolio / Värsta schlagern / Trippel Platina
- Markoolio / Emma, Emma
- Verona / La Musica
- Verona / Ti Sento
- Nina & Kim / En Gång För Alla
- Brandsta City Släckers / 15 Minuter
- Papa Rooster / A La La La Long
- B-Boys Int/ One Step Closer
- Texas Sunseekers / Här Kommer Sommaren
- Pulz / Kom & Värm Mig
- Marcus Öhrn / När Veckan Är Slut
- Basic Element /
- Miio / När Vi Två Blir En / Guldskiva
- Miio / Ska Vi Gå Hem Till Dig / Guldskiva
- Miio / Hänger Utanför Din Dörr /
- Miio / Kom Och Värm Dig /
- Miio / Fantasi / Warner
- Miio / Precis Som Du
- Miio / Regn Hos Mig
- Miio / Det Hjärta Som Brinner
- Miio / När Alla Vännerna Gått Hem
- Miio / Precis Som Du
- Miio / Do Ya Think I'm Sexy
- Miio / So Emotional
- Miio / Untouchable
- Miio / Girls Just Want To Have Fun
- Balsam Boys / Rulla ut och rumla runt
- Balsam Boys / Bara du och jag
- Balsam Boys / Balsam ge oss mer
- Balsam Boys / En del av oss två
- Balsam Boys / Dingalinga lena
- Balsam Boys / Det här är inte jag
- Balsam Boys / Himmel och hav
- Balsam Boys / En stund i solen
- Balsam Boys / Balsam Boys / Här Kommer Sommaren / Guldskiva
- Balsam Boys / Varje gång vi ses
- Timoteij / Kom

## Låtar av Eurén

### Melodifestivalen
- 2000 – Bara du och jag med Balsam Boys, Svenne & Lotta (skriven tillsammans med Stefan Deak och Gustav Eurén).
- 2003 – 15 minuter med Brandsta City Släckers (skriven tillsammans med Gustav Eurén och Niclas Arn).
- 2004 – En gång för alla med Nina & Kim (skriven tillsammans med Gustav Eurén och Niclas Arn).
- 2005 – One Step Closer med B-Boys International och Paul M (skriven tillsammans med David Seisay, Gustav Eurén, Niclas Arn och Peter Thelenius).
- 2007 – La musica med Verona (skriven tillsammans med Joakim Udd, Johan Fjellström och Robert Rydholm).
- 2009 – Kärlekssång från mig med Markoolio (skriven tillsammans med Marko Lehtosalo och Patrik Henzel).
- 2010 – Kom med Timoteij (skriven tillsammans med Gustav Eurén och Niclas Arn).